# Sudan Football Association
Die Sudan Football Association (S.F.A.; arabisch الاتحاد السوداني لكرة القدم, DMG al-ittiḥād as-sūdānī li-kurat al-qadam) ist der Fußballverband des Sudans. Er wurde 1936 gegründet und trat 1948 der FIFA bei. Neben den Verbänden von Ägypten, Äthiopien und Südafrika war der Verband des Sudans 1957 ein Gründungsmitglieds der Confédération Africaine de Football (CAF).

## Geschichte
Einer der Vorläufer der Premier League, die Karthoum State League, ist angeblich die älteste Liga Afrikas. Sie wurde angeblich in den späten 1920er Jahren gegründet. Fußball wurde von türkischen und ägyptischen Einwanderern in den Sudan gebracht. Sie gründeten 14 Clubs im Zentrum der Hauptstadt. Man nimmt aber an, dass Fußball erst 1949 von den Engländern im Sudan etabliert wurde. 1956 konnte der Verband die erste Profiliga in Khartum und in einigen Landesteilen im Norden gründen. Der von der britischen Armee im Süden gegründete Club Youth of Juba durfte nicht an einer der Ligen teilnehmen. Aber Anfang der 1990er Jahre, als die landesweite Liga gegründet wurde, spielte dieses Team eine komplette Saison mit den anderen sudanesischen Mannschaften. Allerdings nannten sie sich dann Juba FC.
Ab 1961 spielten alle Champions der einzelnen Ligen am Ende der Saison gegeneinander, um den Gesamtsieger des Sudans zu ermitteln. Die Sudan Premier League wurde 1993 gegründet, nachdem die separaten Ligen des Landes zu einer großen Liga zusammengeschlossen wurden.

## Liga und Nationalmannschaft der Frauen
Seit 2019 besteht auch eine nationale Liga der sudanesischen Fußballerinnen, deren Nationalmannschaft am Arab Women’s Cup 2021 teilgenommen hat.

## Liste der Sieger der sudanesischen Liga
- 1963–64: Hilal Capitals
- 1964–65: Hilal Capitals
- 1965–66: Hilal Capitals
- 1966–67: Hilal Capitals
- 1967–68: Mourada
- 1968–69: Inqath Bouri
- 1969–70: Shabab Mirrikh
- 1970–71: Shabab Mirrikh
- 1971–72: Shabab Mirrikh
- 1972–73: Shabab Mirrikh
- 1973–74: Hilal Capitals
- 1974–75: Shabab Mirrikh
- 1975–76: Verbot von Fußballspielen
- 1976–77: Shabab Mirrikh
- 1977–78: Shabab Mirrikh
- 1978–79: Kein Wettbewerb
- 1979–80: Kein Wettbewerb
- 1980–81: Hilal Capitals
- 1981–82: Shabab Mirrikh
- 1982–83: Hilal Capitals
- 1983–84: Hilal Capitals
- 1984–85: Shabab Mirrikh
- 1985–86: Hilal Capitals
- 1986–87: Hilal Capitals
- 1987–88: Hilal Capitals
- 1988–89: Hilal Capitals
- 1989–90: Shabab Mirrikh
- 1990–91: Hilal Capitals
- 1991–92: Port Sudan Sahil

In der Saison 1992/93 wurde die Sudan Premier League gegründet.
- 1992–93: Shabab Mirrikh
- 1993–94: Hilal Capitals
- 1994–95: Hilal Capitals
- 1995–96: Hilal Capitals
- 1996–97: Shabab Miriikh
- 1997–98: Hilal Capitals
- 1998–99: Hilal Capitals
- 1999–00: Shabab Mirrikh
- 2000–01: Hilal Capitals
- 2001–02: Al-Mirrikh (vorher: Shabab Mirrikh)
- 2002–03: Hilal Capitals
- 2003–04: Hilal Capitals
- 2006: Al-Hilal Omdurman
- 2007: Al-Hilal Omdurman
- 2008: Al-Merreikh Omdurman
- 2009: Al-Hilal Omdurman